# Кет ДеЛуна
Кетлін Емператріз ДеЛуна (англ. Кетлін Емператріз ДеЛуна; нар. 26 листопада 1987, Бронкс, Нью-Йорк, штат Нью-Йорк, США) — американська R&B/хіп-хоп-співачка, авторка пісень і танцюристка.

## Життєпис
Кетлін Емператріз ДеЛуна народилася 26 листопада 1987 у Бронксі в Нью-Йорку.
Почала роботу у музичній індустрії у підлітковому віці. Після підписання контракту із музичним лейблом Epic Records, у 2007 випустила дебютний сингл «Whine Up». Сингл став комерційним хітом, зайшовши у топ-40 чартів багатьох країн світу та досягти першого місця американського чарту Billboard Hot Dance Club Play. 
Її дебютний студійний альбом «9 Lives» вийшов у 2007. У 2010 вийшов другий студійний альбом «Inside Out», а у 2016 третій — «Loading».

## Дискографія
- 9 Lives (2007)
- Inside Out (2010)
- Loading (2016)

## Нагороди та номінації
- Los Premios MTV Latinoamérica 2007
  - MTV Tr3́s Viewer's Choice Award — Best New Artist
- TMF Awards (Belgium)
  - Best Urban
  - Best New Artist
- 2012 Latin Billboard Music Awards
  - Latin Dance Club Play Track Of The Year
  - New International Artist

Номінації
- ALMA Music Awards 2009
  - Female Rising Star